# Ensjölokarna
Ensjölokarna este o arie protejată (arie specială de conservare — SAC, sit de importanță comunitară — SCI) din Suedia întinsă pe o suprafață de 95,8 ha, integral pe uscat.

## Localizare
Centrul sitului Ensjölokarna este situat la coordonatele 62°17′38″N 15°32′22″E / 62.2938°N 15.5395°E.

## Înființare
Situl Ensjölokarna a fost declarat sit de importanță comunitară în ianuarie 1998 pentru a proteja 1 specie de plante. Situl a fost protejat și ca arie specială de conservare în martie 2011.

## Biodiversitate
Situată în ecoregiunea boreală, aria protejată conține 4 habitate naturale: Mlaștini împădurite, Taiga vestică, Izvoare fino-scandinave și mlaștini produse de izvoare bogate în minerale, Mlaștini turboase de tranziție și turbării mișcătoare.
La baza desemnării sitului se află o specie protejată de  plante: Scapania massalongii.